# كأس إسكتلندا 1877–78
كأس اسكتلندا 1877–78 (بالإنجليزية: 1877–78 Scottish Cup)‏ هو موسم من كأس اسكتلندا. كان عدد الأندية المشاركة فيه 116، وفاز فيه فايل أوف ليفن ‏.